# William Ogilby
William Ogilby (1808 – 1873) è stato un avvocato e naturalista irlandese.
Ricoprì la carica di segretario onorario della Società Zoologica di Londra dal 1839 al 1846.